# Good Day Sunshine
«Good Day Sunshine» (с англ. — «Добрый день солнечному свету») — песня английской группы «The Beatles», впервые выпущенная в альбоме 1966 года — «Revolver». Основная часть композиции написана Полом Маккартни, однако официально авторство композиции присвоено дуэту Леннон/Маккартни. Американский композитор Леонард Бернстайн высоко оценил эту песню в одном из новостных выпусков телекомпании «Си-Би-Эс» 1967 года, отметив её необычную структуру. Эта простая, эффектная и запоминающаяся песня идеально сочетается с другими, более мрачными сочинениями альбома.

## О песне
По воспоминаниям Пола Маккартни, песня была сочинена музыкантом вместе с Джоном Ленноном в его доме в Уэйбридже под впечатлением хита «Daydream» группы «The Lovin' Spoonful». Рабочее название песни — «A Good Day’s Sunshine». Композиция была записана 8 июня 1966 года вместе с последующими наложениями соло Джорджа Мартина на фортепьяно в манере хонки-тонк, хлопков, вокала и вокальных гармоний.
Примечательно, что инструментальное сопровождение в этой песне осуществляют только два музыканта: Пол Маккартни и Ринго Старр. Джордж Харрисон и Джон Леннон задействованы только в осуществлении хлопков руками.

## В записи участвовали
- Пол Маккартни — вокал, бас-гитара, фортепиано, хлопки
- Джон Леннон — гармонический вокал, гитара (?), хлопки
- Джордж Харрисон — гармонический вокал, хлопки
- Ринго Старр — барабаны, хлопки
- Джордж Мартин — фортепиано

## Другие версии
- Клодайн Лонджет сделала запись песни в 1967 году. Версия Клодин вошла в альбом — «The Look of Love», где появилась в формате сингла. Сингл достиг максимальной позиции #100 в американском хит-параде — «Billboard Hot 100» и позиции #36 в хит-параде «Adult Contemporary Chart»[4].
- Мелодия «Good Day Sunshine» исполнялась в качестве утренней побудки при первых полётах американских космических кораблей «Шаттл» (Дискавери STS-114, июль 2005 и экипажа Дискавери STS-121).